# Artur Rubinstein

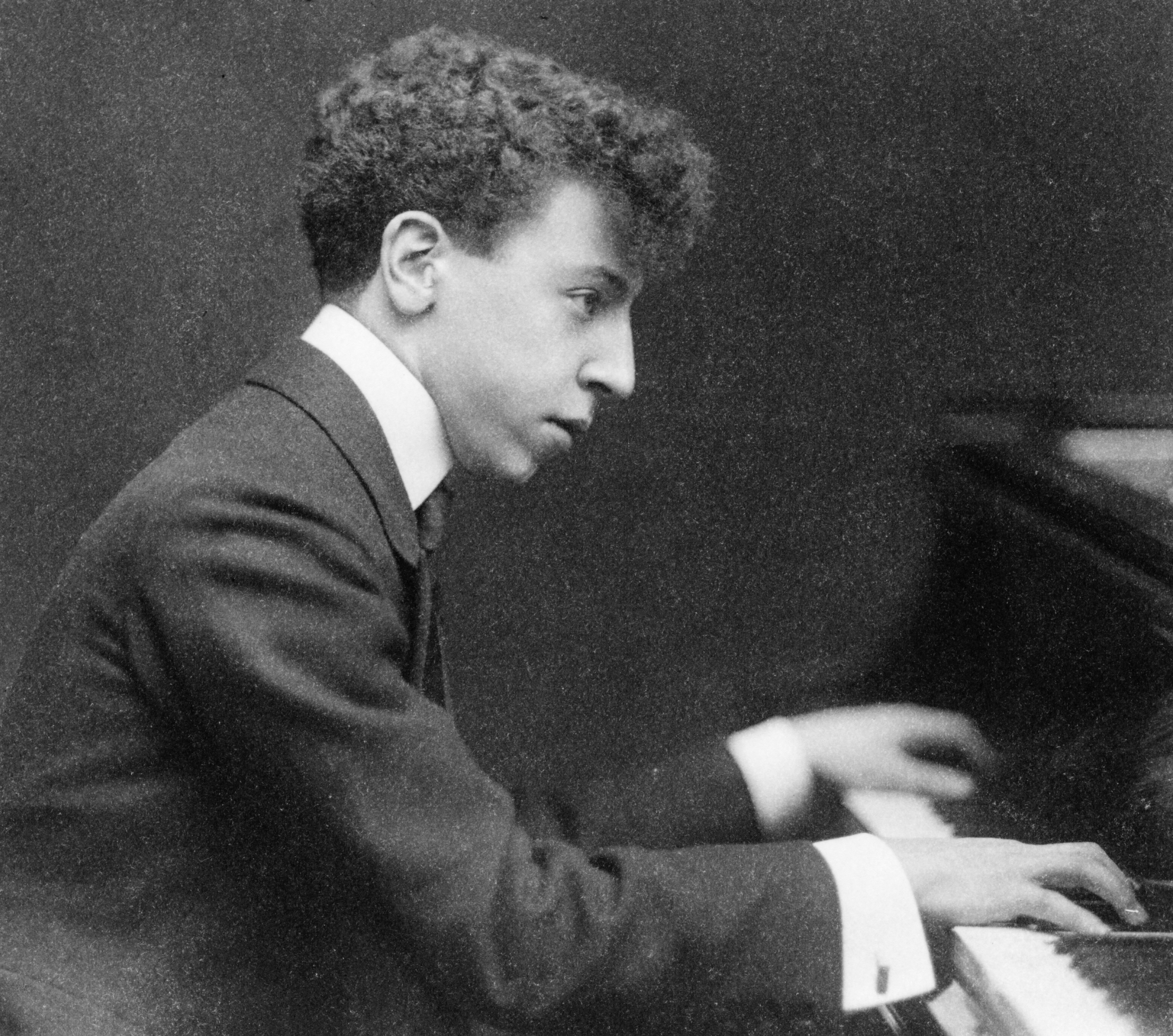
Artur Rubinstein (1906)

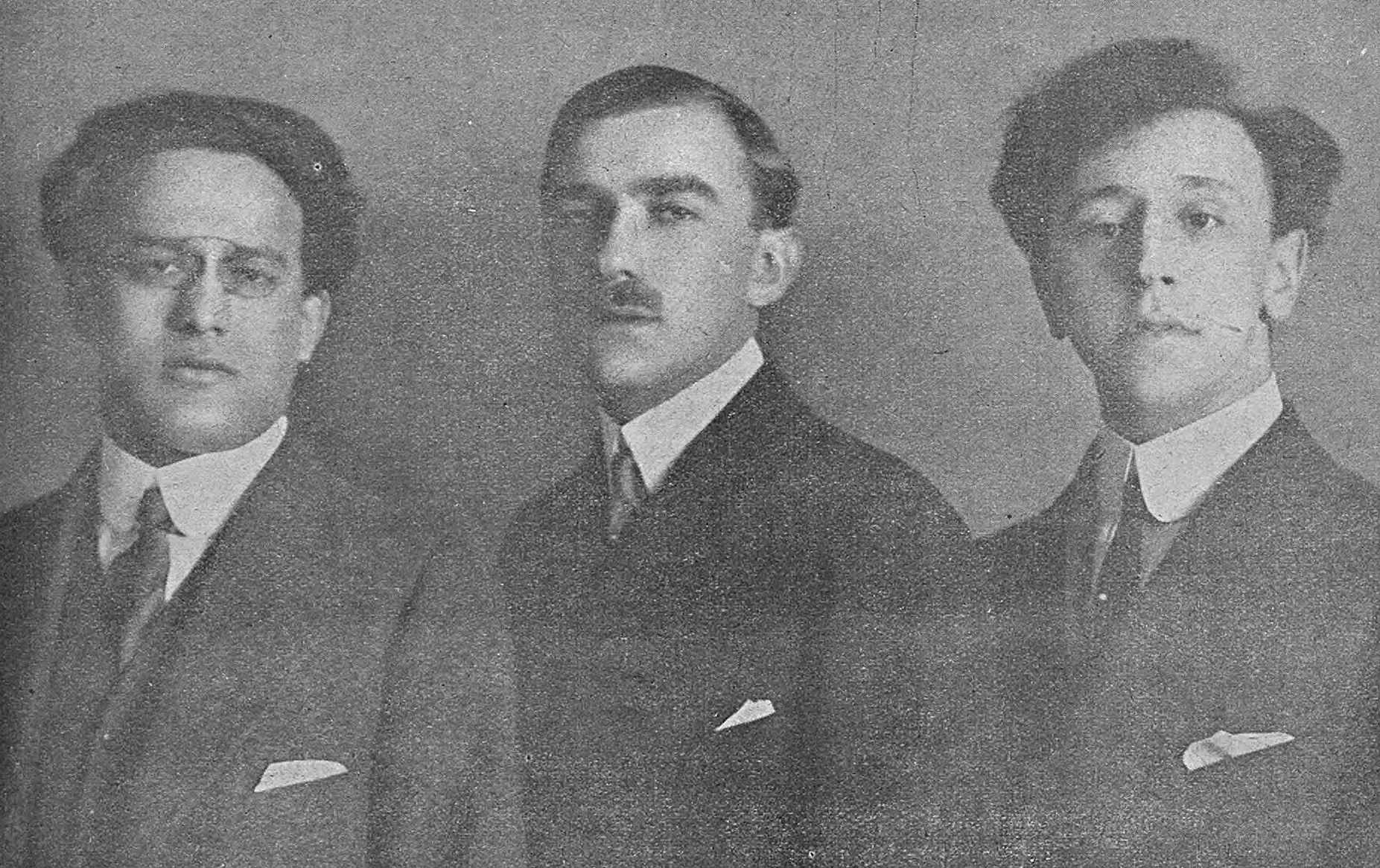
Grzegorz Fitelberg, Karol Szymanowski, Artur Rubinstein (1912)

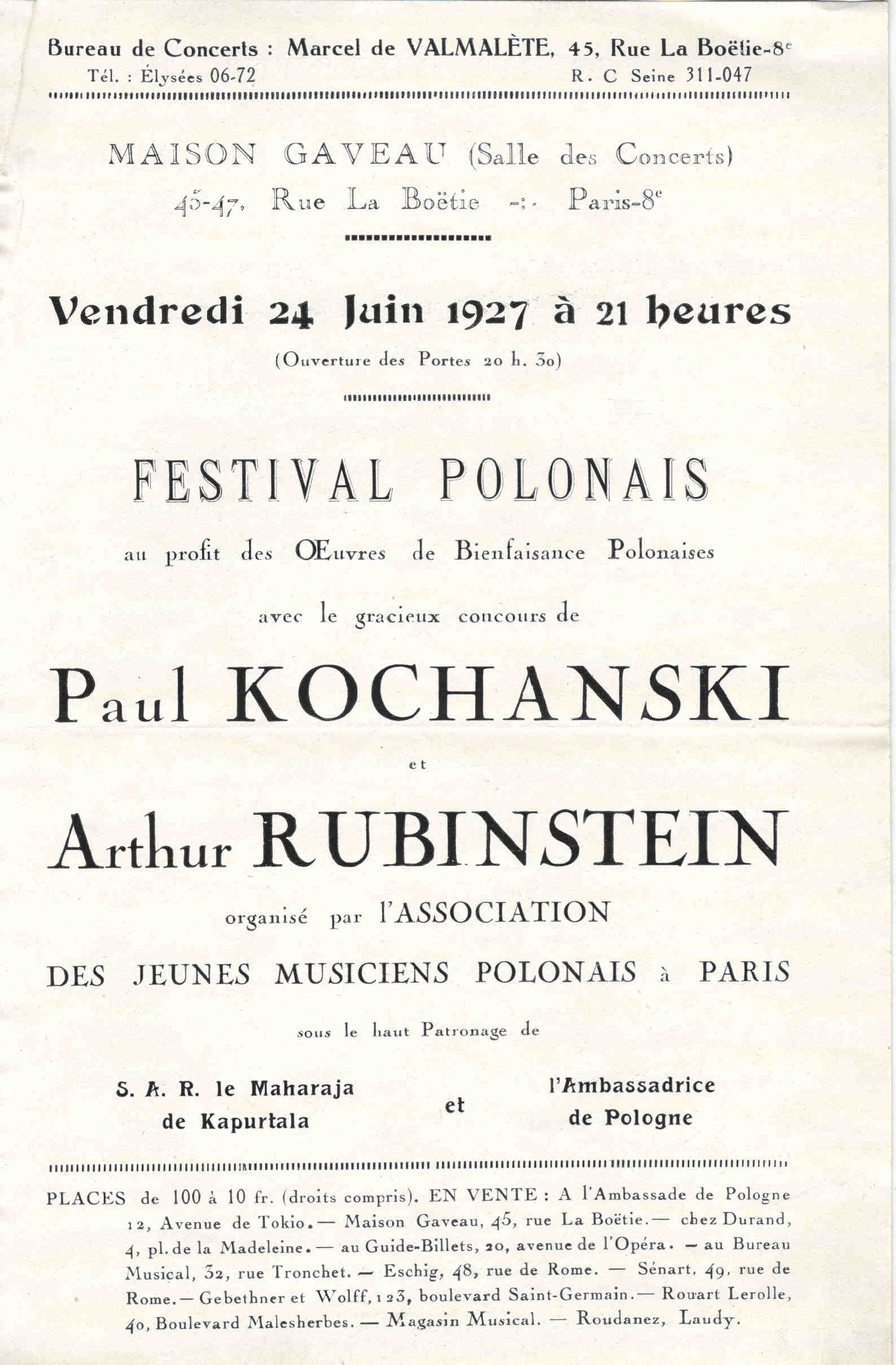
Zaproszenie na Festiwal Polski w Paryżu w 1927 z udziałem Rubinsteina

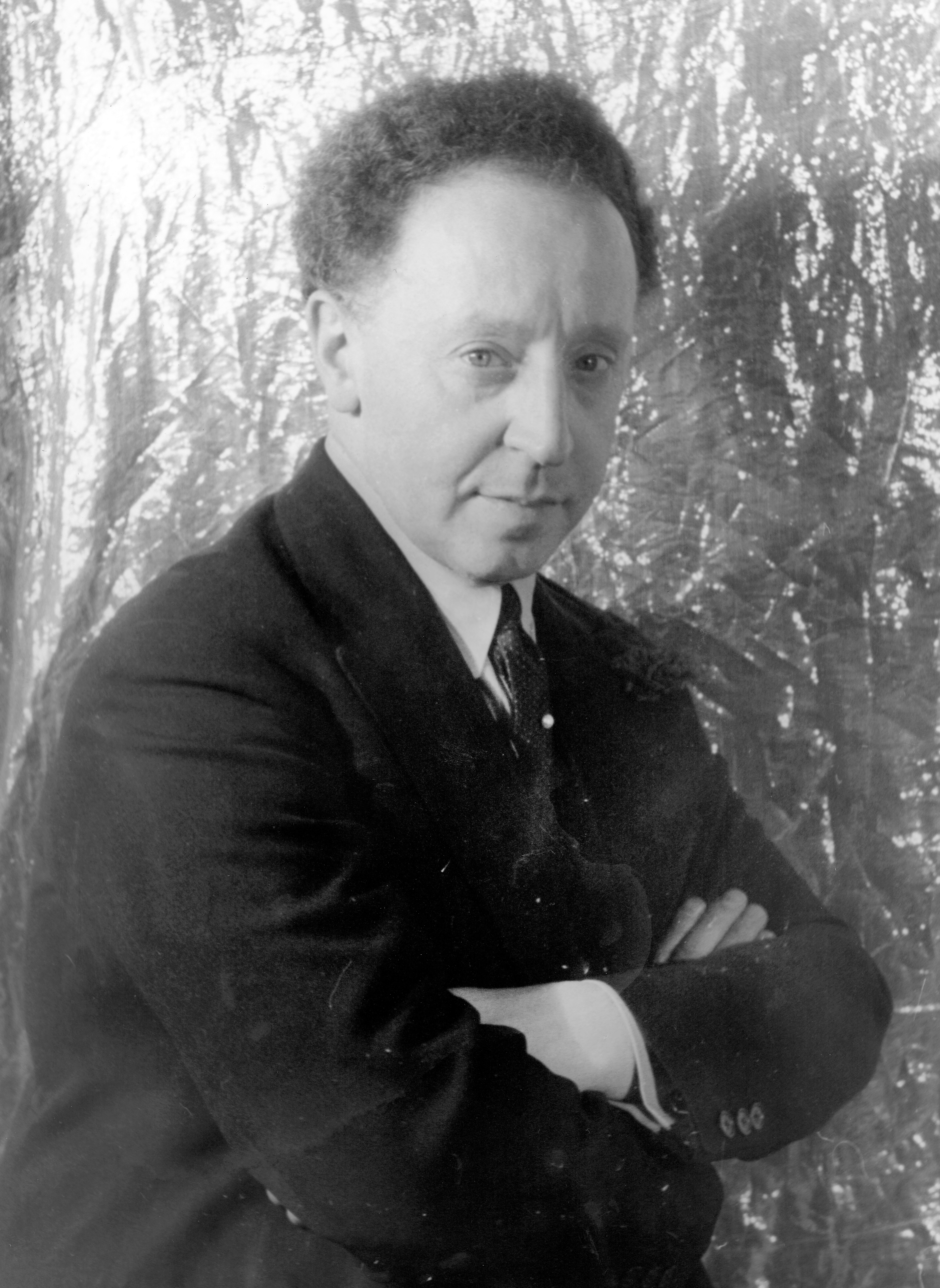
Artur Rubinstein, 1937
(fot. Carl Van Vechten)

Artur Rubinstein (ur. 28 stycznia 1887 w Łodzi, zm. 20 grudnia 1982 w Genewie) – polski pianista pochodzenia żydowskiego.
W swojej ponad 80-letniej karierze pianisty wystąpił ponad 6 tysięcy razy. Jeden z najwybitniejszych wirtuozów fortepianu XX wieku i odtwórca muzyki autorstwa Fryderyka Chopina, Johannesa Brahmsa, Franza Schuberta, Roberta Schumanna, Antonína Dvořáka, Siergieja Rachmaninowa i Karola Szymanowskiego. Występował z wieloma uznanymi orkiestrami i dyrygentami oraz grał m.in. z Pau Casalsem, Jacques’em Thibaudem i Romanem Totenbergiem.

## Życiorys
Artur Rubinstein urodził się 28 stycznia 1887 w Łodzi jako najmłodsze z siedmiorga dzieci w średnio zamożnej rodzinie żydowskiej. W dorosłym życiu był agnostykiem. Jego ojciec, Izaak Rubinstein, był właścicielem niewielkiej fabryki tekstylnej, zaś matka, Felicja z domu Heiman, zajmowała się domem. Od dziecka przejawiał uzdolnienia muzyczne, już w wieku siedmiu lat wystąpił w koncercie charytatywnym. Pierwsze lekcje gry na fortepianie pobierał u Adolfa Prechnera w Łodzi. Później rodzice wysłali go do Warszawy, gdzie został uczniem Aleksandra Różyckiego. W 1897 wyjechał do Berlina, w którym uczył się w Wyższej Szkole Muzycznej i pobierał lekcje gry na fortepianie u Karla Heinricha Bartha. Jego opiekunem był dyrektor akademii, Joseph Joachim. W czasie studiów wiele koncertował przed berlińską publicznością, debiutował 1 grudnia 1900 w berlińskiej Beethoven-Saal. W kwietniu 1902 koncertował w Filharmonii Warszawskiej pod batutą Emila Młynarskiego. W 1902, z polecenia Joachima, zaprezentował się Ignacemu Janowi Paderewskiemu w Szwajcarii, zyskując jego przychylność i uznanie. W 1904 przeniósł się do Paryża, gdzie w tym samym roku zaliczył uważany za początek jego międzynarodowej kariery występ, na którym zagrał m.in. Koncert fortepianowy f-moll i Etiudę op. 10 nr 2 Fryderyka Chopina oraz Koncert fortepianowy g-moll Camille’a Saint-Saënsa. Później odbywał liczne tournées po Stanach Zjednoczonych (1906), Europie i Ameryce Południowej. Wielokrotnie koncertował też w Polsce – w Łodzi, Warszawie, Lwowie, Krakowie i Zakopanem. W czasie I wojny światowej występował na rzecz Czerwonego Krzyża i Polski.
W 1932 poślubił córkę polskiego dyrygenta, Emila Młynarskiego – Anielę. W 1933 w Buenos Aires w Argentynie urodziła się Eva Rubinstein. W 1939 Rubinsteinowie opuścili Europę i zamieszkali w Stanach Zjednoczonych. Podczas II wojny światowej Artur Rubinstein występował na koncertach charytatywnych, w tym na rzecz polskich uchodźców, a także wspierał Polaków materialnie. Publicznie namawiał Amerykanów do przystąpienia do wojny, podkreślając przy tym ogromny wojskowy wysiłek Polski.

Rubinstein stracił z rąk Niemców prawie całą rodzinę w czasie II wojny światowej. Na znak protestu przeciwko zbrodniom niemieckim nigdy nie wystąpił z żadnym koncertem ani w RFN, ani w NRD. 13 maja 1945, podczas koncertu w operze w San Francisco dla delegatów i gości Konferencji Pokojowej, na której powołano do życia Organizację Narodów Zjednoczonych, wobec braku polskiej flagi wśród rzędu flag państw (polska delegacja była nieobecna na Konferencji z powodu braku zgody Józefa Stalina), wyraził oburzenie i ostentacyjnie zagrał Mazurka Dąbrowskiego. Występ poprzedził słowami: 

W tej sali, w której zebrały się wielkie narody, aby uczynić ten świat lepszym, nie widzę flagi Polski, za którą toczono tę okrutną wojnę.

 i dodał: 

A więc teraz zagram polski hymn narodowy.

Za to zachowanie Rubinstein otrzymał od amerykańskiej Polonii („w imieniu milionów Polaków w USA”) dyplom Polskiej Ligi Sztuk Pięknych w Pittsburghu. 
W 1946 uzyskał obywatelstwo Stanów Zjednoczonych i zamieszkał w tym kraju, jednak nigdy nie zerwał związków z Polską. Do końca życia posługiwał się przy tym nienaganną polszczyzną. Po II wojnie światowej Polskę odwiedził siedem razy, po raz pierwszy w 1958, dając koncerty w Krakowie i Warszawie. W 1960 był honorowym przewodniczącym jury podczas VI Międzynarodowego Konkursu Pianistycznego im. Fryderyka Chopina w Warszawie. Podczas otwarcia konkursu 22 lutego 1960 wykonał Koncert fortepianowy f-moll Fryderyka Chopina i II Koncert fortepianowy B-dur Johannesa Brahmsa z udziałem Orkiestry Symfonicznej Filharmonii Narodowej pod dyrekcją Witolda Rowickiego. W 1966 zainaugurował z kolei 10. Międzynarodowy Festiwal Muzyki Współczesnej „Warszawska Jesień”. W 1975 wystąpił na koncercie jubileuszowym z okazji 60-lecia Filharmonii Łódzkiej. Po raz ostatni publicznie wystąpił w maju 1976 w Wigmore Hall w Londynie, natomiast w 1979 ostatni raz odwiedził Polskę, w tym Łódź i Warszawę. W warszawskiej cukierni Andrzeja Bliklego przy ul. Nowy Świat znajdują się zdjęcia pamiątkowe z wizyty artysty. Polskie Nagrania „Muza” wydały wówczas płytę z jego koncertem z 1960.
Rubinstein otrzymał też tytuł doktora honoris causa Akademii Muzycznej im. Fryderyka Chopina w Warszawie (obecnie Uniwersytet Muzyczny Fryderyka Chopina w Warszawie).
W 1971 podczas koncertu w Holstebro w Danii został uhonorowany prestiżową duńską Nagrodą Fundacji Muzycznej Léonie Sonning. Była to pierwsza tego typu nagroda przyznana pianiście i zarazem pierwsza wręczona poza Kopenhagą.
W 1978 został laureatem nagrody Kennedy Center Honors.
Artur Rubinstein był wielkim miłośnikiem cygar. Do czasu rewolucji komunistycznej miał nawet własną plantację tytoniu na Kubie.
Przyjaźnił się między innymi z Karolem Szymanowskim, Pablem Picassem i Grzegorzem Fitelbergiem.
Zmarł 20 grudnia 1982 w Genewie. Urna z jego prochami pochowana jest niedaleko Jerozolimy na zboczu góry Orah.
W 1994 przyznano mu pośmiertnie nagrodę Grammy za całokształt twórczości.
Nela Rubinstein – żona artysty jest autorką książki kucharskiej, Nela’s Cookbook, opublikowanej w Nowym Jorku w 1983. W Polsce została wydana pt. Kuchnia Neli (wyd. Muza, pełna wersja z 2001). Książka jest zapisem upodobań kulinarnych jej męża i bohemy artystycznej Nowego Jorku, Los Angeles, Paryża.

## Pamiętniki
- Moje młode lata (My Young Years), Polskie Wydawnictwo Muzyczne, Kraków 1976, ISBN 83-224-0303-8.
- Moje długie życie (My Many Years), Polskie Wydawnictwo Muzyczne, Kraków 1988, ISBN 83-224-0367-4.

## Ordery i odznaczenia
- Krzyż Komandorski Orderu Odrodzenia Polski (1934)[16]
- Krzyż Oficerski Orderu Odrodzenia Polski (28 kwietnia 1926)[17][18]
- Krzyż Komandorski Orderu Legii Honorowej (Francja)[19]
- Krzyż Komandorski Orderu Leopolda (Belgia)[19]
- Krzyż Komandorski Orderu Zasługi (Chile)[19]
- Krzyż Oficerski Orderu św. Jakuba od Miecza (Portugalia)[19]
- Krzyż Orderu Cywilnego Alfonsa XII (Hiszpania)[19]
- Prezydencki Medal Wolności (USA, 1976)
- Komandor z Gwiazdą Orderu Zasługi Republiki Włoskiej (Włochy)
- Komandor z Gwiazdą Orderu Imperium Brytyjskiego (Wielka Brytania)

## Upamiętnienie
Od 1974 w Izraelu organizowany jest Międzynarodowy Mistrzowski Konkurs Pianistyczny im. Artura Rubinsteina. Od 4 kwietnia 1984 Filharmonia Łódzka nosiła nazwę Państwowej Filharmonii im. Artura Rubinsteina w Łodzi. 30 sierpnia 1999 Zarząd Województwa Łódzkiego uchwałą nadał placówce obecną nazwę: Filharmonia Łódzka im. Artura Rubinsteina. 4 listopada 1991 Państwowy Zespół Szkół Muzycznych w Bydgoszczy przyjął imię Artura Rubinsteina.
Od 1993 w Bydgoszczy odbywa się Międzynarodowy Konkurs Młodych Pianistów „Arthur Rubinstein in memoriam”, którego dyrektorem i inicjatorem jest Ewa Stąporek-Pospiech, dyrektor Państwowego Zespołu Szkół Muzycznych w Bydgoszczy. Konkurs odbywa się pod patronatem Ewy Rubinstein, córki słynnego pianisty.
Uchwałą z 7 marca 2007 Sejm RP zdecydował o ustanowieniu roku 2007 Rokiem Artura Rubinsteina.
W 2008 w Łodzi utworzono Międzynarodową Fundację Muzyczną im. Artura Rubinsteina, która organizuje Rubinstein Piano Festival. Odbyły się trzy edycje festiwalu (2008, 2011 i 2013). W Muzeum Miasta Łodzi znajduje się największa na świecie ekspozycja pamiątek po Arturze Rubinsteinie w tzw. Galerii Muzyki im. Artura Rubinsteina, przekazanych przez jego rodzinę.